# Marilyn Manson
Marilyn Manson (sinh ngày 5 tháng 1 năm 1969, tên khai sinh: Brian Hugh Warner), là một nhạc sĩ và nghệ sĩ người Mỹ nổi tiếng với sự nghiệp gây tranh cãi của mình và là ca sĩ chính của ban nhạc cùng tên. Nghệ danh của ông đã được hình thành từ tên của nữ diễn viên Marilyn Monroe và kẻ giết người hàng loạt Charles Manson.

## Thời thơ ấu
Brian Hugh Warner sinh ra ở Canton, Ohio, là con một của Barb Wyer và Hugh Jack Warner. Cha là người Công giáo Rôma, mẹ theo Tin Lành. Marilyn Manson có cha mang hai dòng máu Đức và Ba Lan. Marilyn Manson lớn lên trong tôn giáo của mẹ. Học trường Công giáo Heritage từ lớp 1 đến lớp 10. Sau đó chuyển đến trường trung học Cardinal Gibbons, Fort Lauderdale, Florida. Tốt nghiệp trung học năm 1987 sau đó là sinh viên trường Broward Community College. Sau đó Brian tiếp tục với nghề làm báo, và thêm kinh nghiệm qua việc viết bài trong lĩnh vực âm nhạc cho tạp chí South Florida, 25th Parallel, qua đó ông gặp nhiều nhạc sĩ nổi tiếng.
Năm 1999 ông cho ra đời ca khúc Sweet dream và gây ra nhiều tranh cãi.